# کوفینگ ایم اینکرایس
کوفینگ ایم اینکرایس (به آلمانی: Kopfing im Innkreis) یک منطقهٔ مسکونی در اتریش است که در ناحیه شاردینگ واقع شده‌است. کوفینگ ایم اینکرایس ۳۳٫۳۴ کیلومتر مربع مساحت دارد ۵۴۷ متر بالاتر از سطح دریا واقع شده‌است.